# モショエショエ1世国際空港
モショエショエ1世国際空港（モショエショエ1せいこくさいくうこう、英語: Moshoeshoe I International Airport）は、レソト王国の首都マセルにある国際空港。 空港名は初代国王であるモショエショエ1世から命名された。

## 就航航空会社
- 南アフリカ航空（ヨハネスブルグ、エアリンクが運航）